# آتلانتا (میسیسیپی)
آتلانتا (به انگلیسی: Atlanta) یک منطقهٔ مسکونی در ایالات متحده آمریکا است که در شهرستان چیکاسو، میسیسیپی واقع شده‌است. آتلانتا ۱۲۴ متر بالاتر از سطح دریا قرار دارد.